# Hadennia duplicata
Hadennia duplicata là một loài bướm đêm trong họ Noctuidae.